# Marylebone Cricket Club
Le Marylebone Cricket Club (souvent abrégé en MCC) est un club privé anglais fondé en 1787. Le club est jusqu'en 1993 l'instance dirigeante du cricket à la fois au niveau anglais et au niveau mondial. Le MCC détient les droits sur les lois du cricket, qu'il est habilité à modifier. Il est basé à Lord's, près de St John's Wood à Londres, terrain dont il est propriétaire. Il compte vingt-deux mille membres de par le monde. Ses équipes disputent en tout environ cinq cents matchs par an.

## Histoire

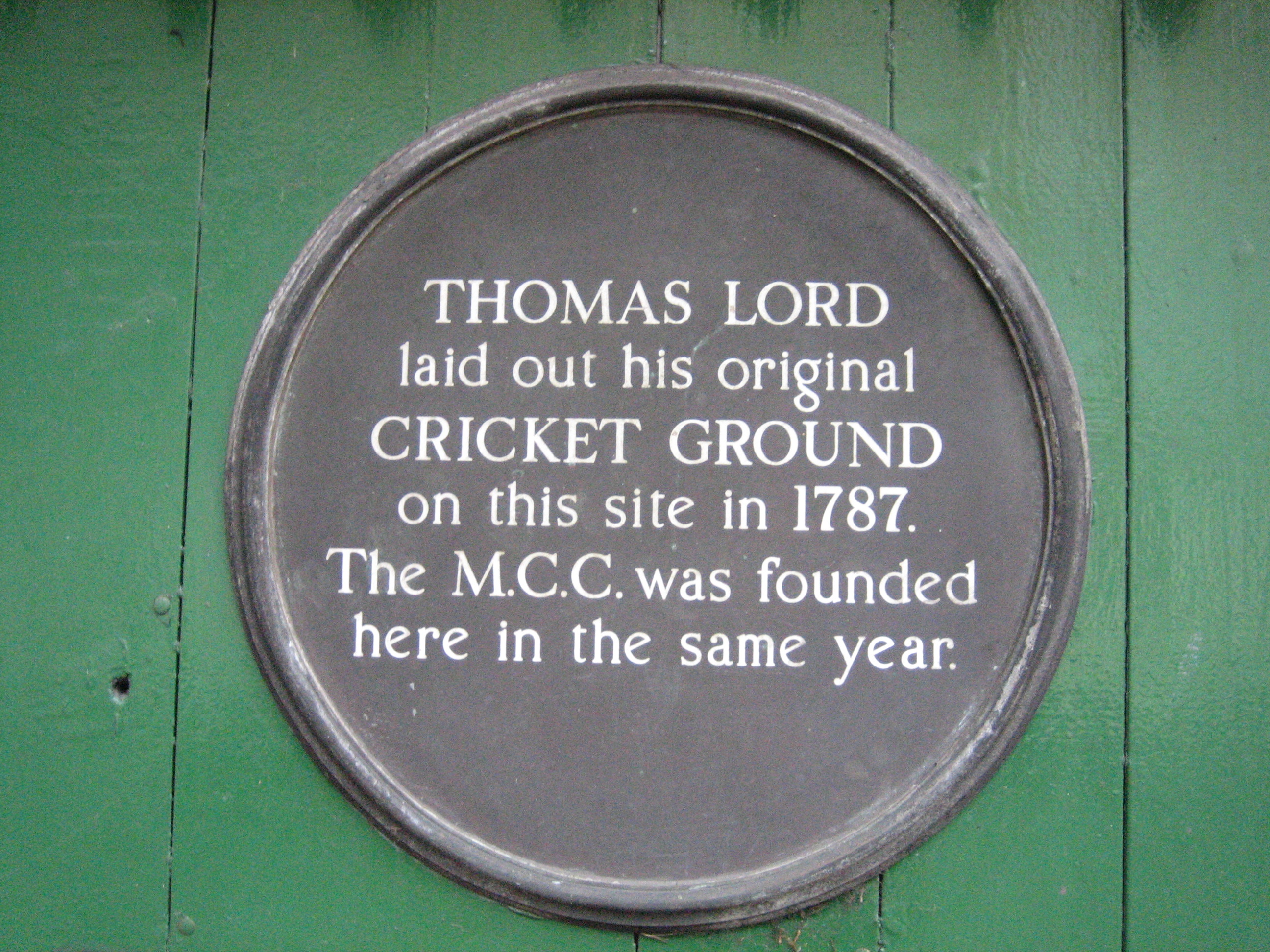
Plaque à Dorset Square (Londres) célébrant la fondation du premier Lord's Cricket Ground.

En 1786, George Finch, comte de Winchilsea, et Charles Lennox, futur duc de Richmond, ne sont plus satisfait de White Conduit Fields, où joue leur club de cricket, le White Conduit Club (WCC). Ils demandent à Thomas Lord de leur ouvrir un nouveau terrain à Marylebone, alors en zone rurale. Ils lui garantissent de combler d'éventuelles pertes financières. Le premier match joué sur ce terrain se tient le 31 mai 1787. Les membres du WCC qui jouent sur ce terrain y forment la même année le Mary-le-bone Club, qui deviendra le Marylebone Cricket Club.
En 1788, le MCC publie sa première révision des lois du cricket, dont la première version connue avait été établie en 1744.
Le club déménage à quelques centaines de mètres au nord en 1811, lorsque Thomas Lord établit son deuxième terrain lorsque le bail du premier arrive à expiration. Le MCC n'y joue que quelque matchs. Un deuxième déménagement suit : le Regent's Canal, en construction, passe par l'aire de jeu. Lord établit l'actuel Lord's Cricket Ground, ou Lord's, en 1814 à St John's Wood.

## Membres

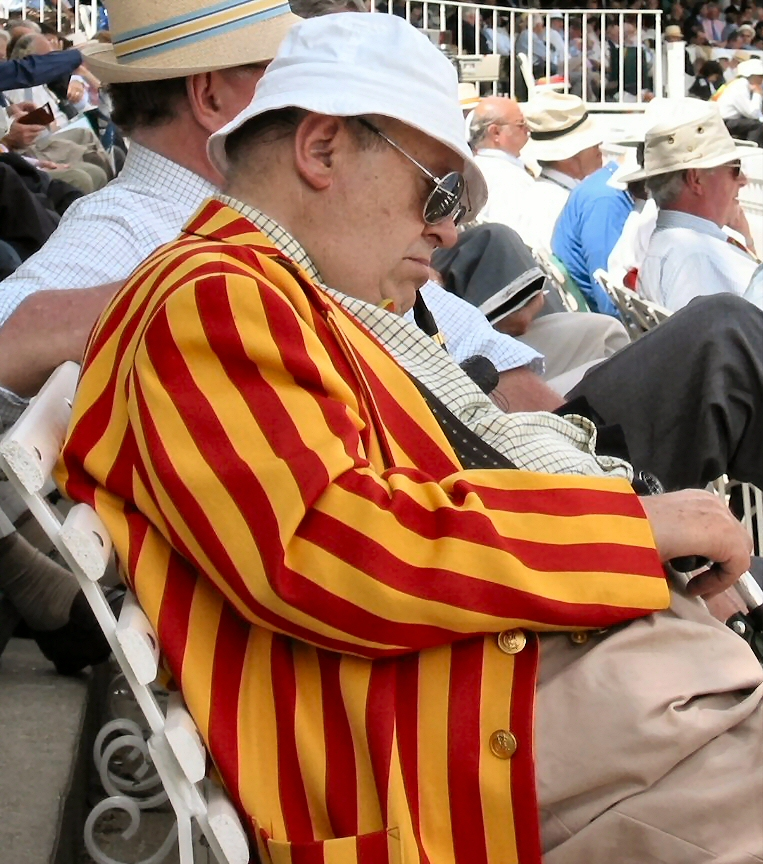
Membre du MCC portant les couleurs « œuf et bacon » du club.

Le MCC compte vingt-trois mille membres, dont dix-huit mille membres à part entière et cinq mille membres associés. Les femmes sont admises depuis 1998. Du fait du nombre de personnes qui souhaitent y adhérer, il faut compter actuellement vingt-sept ans en moyenne pour devenir membre à part entière du MCC.

## Couleurs
Le Marylebone Cricket Club est associé aux couleurs rouge et jaune. Les couleurs du club sont surnommées « bacon and egg » ou plus couramment « egg and bacon », c'est-à-dire « œuf et bacon ». L'équipe d'Angleterre de cricket a arboré ces couleurs en tournée pour la dernière fois en 1996-1997 en Nouvelle-Zélande. Cela faisait pourtant vingt ans que la sélection n'était plus dans le giron du MCC.
À l'origine, la couleur du club est le bleu ciel. Ce n'est qu'environ un siècle plus tard qu'il adopte les couleurs qui sont aujourd'hui les siennes.